# Aleksandar Franjo Čorić de Monte Creto
Aleksandar Franjo Čorić de Monte Creto (Senj, 3. listopada 1772. − Temišvar, 4. ožujka 1847.), hrvatski podmaršal u Habsburškoj Monarhiji. Za vojne zasluge odlikovan je 1802. godine Viteškim križem Vojnog reda Marije Terezije. 

## Vanjske poveznice
- Vladimir Brnardić: PODLISTAK - Hrvatski vitezovi Reda Marije Terezije (XII) Franjo Čorić (1772.-1847.)  Arhivirana inačica izvorne stranice od 2. travnja 2015. (Wayback Machine), Hrvatski vojnik, broj 174, veljača 2008.
- Csorich von Monte Creto Alexander Franz Frh., Österreichisches Biographisches Lexikon 1815–1950 (ÖBL). sv. 1, Verlag der Österreichischen Akademie der Wissenschaften, Beč, 1957., str. 158.